# Пантелеймоновская улица (Одесса)
Улица Пантелеймоновская — улица в Одессе, в историческом центре города.
От улицы Леонтовича до пересечения с улицей Мечникова.

## История
Начиная с 1812 года на месте современной улицы, примерно от Екатерининской улицы в сторону моря, начинают появляться рыбные лавки. В другую сторону, от Александровского проспекта и Преображенской улицы, находился Новорыбный ряд Привоза. Т. о., своим первым названием (Рыбная) улица обязана рынку Привоз.
Собственно как улица на карте города появляется только в 1832 году, под названием Рыбная. С 1841 используется новое название — Новая Рыбная, с вариантом Новорыбная, при этом после реконструкции ул. Старопортофранковской улица проходит в «Новый толчок» (теперь — Прохоровский сквер).
Современное название улица получила по Свято-Пантелеимоновскому подворью. Главная церковь — Святого Пантелеймона, была возведена здесь в 1895 году. Постановлением городской думы от 13 февраля 1909 было решено, принимая во внимание вековые исторические заслуги перед Россией Пантелеймоновского монастыря на Афоне и полезную деятельность одесского подворья этого монастыря, «возбудить в установленном законом порядке ходатайство о переименование Ново-Рыбной ул. в Пантелеймоновскую».
При советской власти (с 1924 года) улицу назвали в честь Макара Чижикова — командира Красной гвардии. В 1947 году на непродолжительное время на карте города улица появилась под названием Потемкинцев. После под названием Чижикова улица просуществовала до 18 мая 1995 года, когда ей было возвращено название Пантелеймоновская.

## Достопримечательности

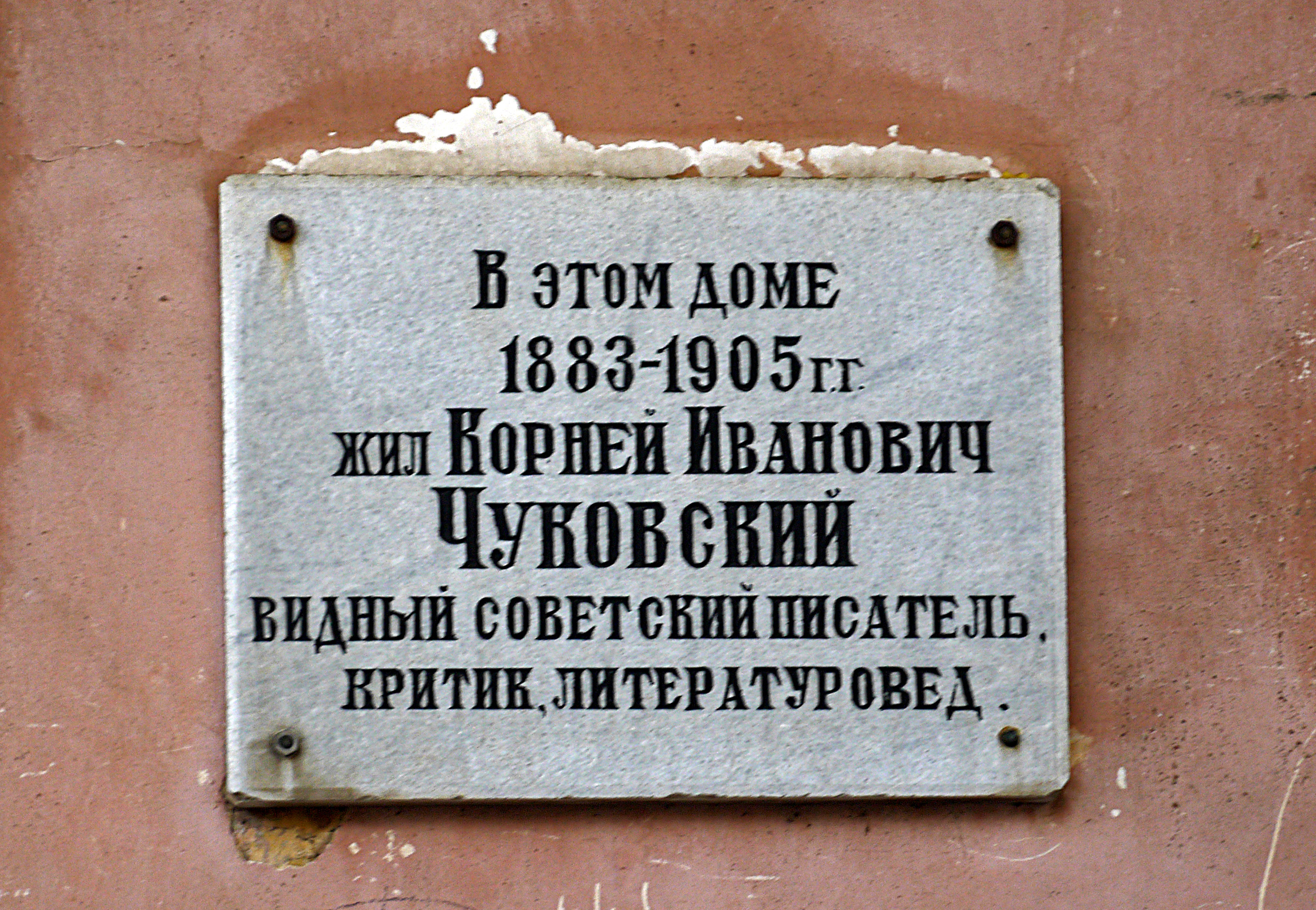

д. 3 — Одесский театр музыкальной комедии

д. 13 — здание бывшей 5-й мужской гимназии (ныне — Одесский государственный аграрный университет)

д. 17 — здание бывшей Земской управы

На воротах д. 14 указаны все три основные названия улицы. Мемориальная доска Корнею Чуковскому

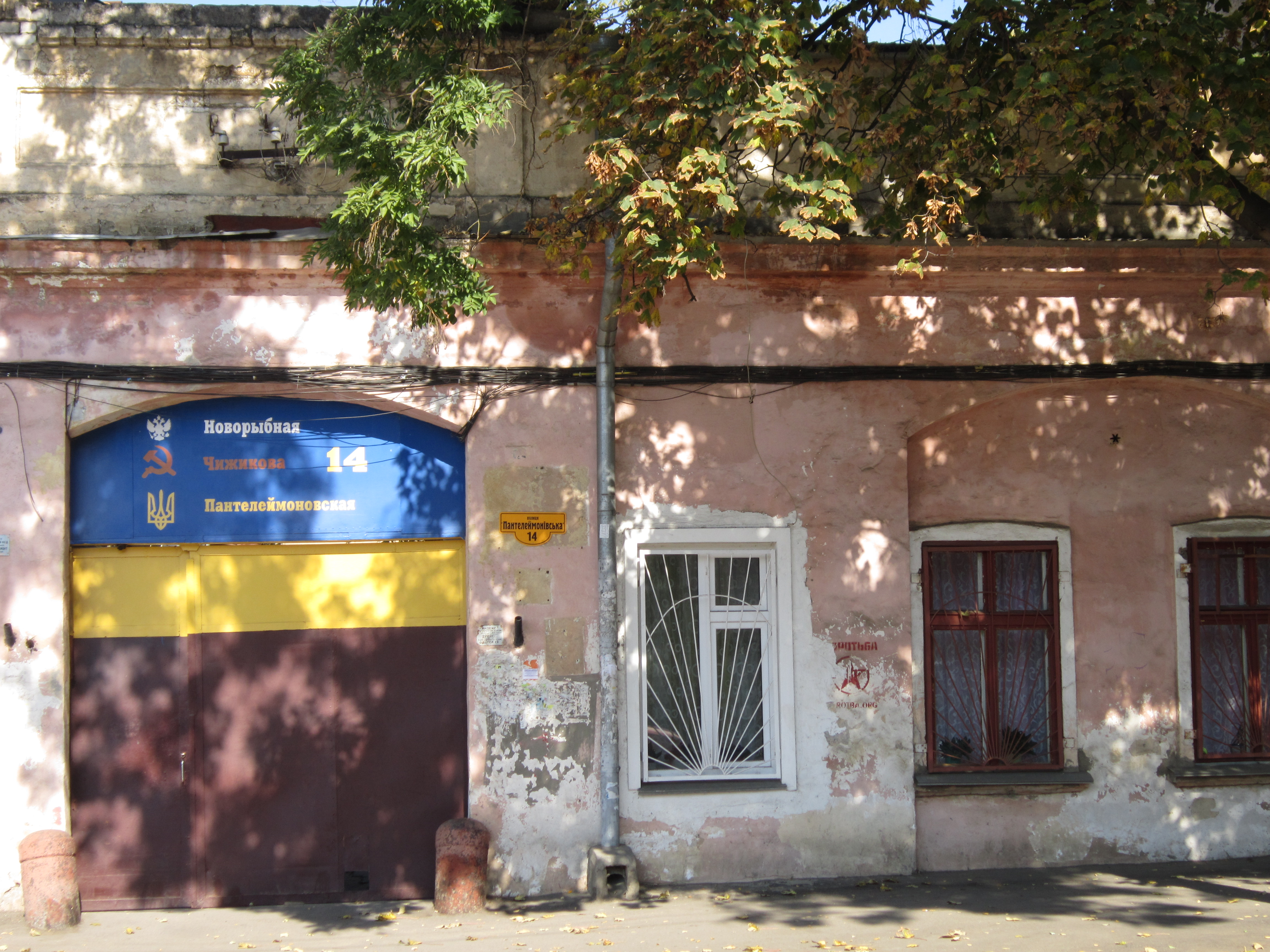
ворота д. 14

## Известные жители
Корней Чуковский (д. 6)